# Гідрогеологічна карта
Гідрогеологі́чна ка́рта (рос. гидрогеологическая карта, англ. hydrogeologic map, нім. hydrogeologische Karte f) — відображає умови залягання, закономірності розподілу і формування підземних вод, їх якісні і кількісні показники.
Складається як результат гідрогеологічної зйомки. 
Є дрібномасштабні (менше 1:500 000), середньо- і великомасштабні гідрогеологічі карти (до (1:200000 і більше). Особливий тип складають карти підземного стоку, ресурсів, режиму, гідрохімії підземних вод.